# Communauté de communes Les Marches du Velay
La Communauté de communes Les Marches-du-Velay est une ancienne communauté de communes française, située dans le département de la Haute-Loire en région Auvergne-Rhône-Alpes.

## Historique
Elle est créée en 2000.
Le schéma départemental de coopération intercommunale,, approuvé le 4 mars 2016 par la commission départementale de coopération intercommunale de la Haute-Loire, prévoit la fusion, le 1er janvier 2017, de la communauté de communes Les Marches du Velay avec la communauté de communes de Rochebaron à Chalencon.
Le 1er janvier 2017, elle fusionne avec la communauté de communes de Rochebaron à Chalencon au sein de la communauté de communes Marches du Velay-Rochebaron.

## Territoire communautaire

### Composition
Elle était composée des six communes suivantes :
| Nom                         | Code Insee | Gentilé       | Superficie (km2) | Population (dernière pop. légale) | Densité (hab./km2) |
| --------------------------- | ---------- | ------------- | ---------------- | --------------------------------- | ------------------ |
| Monistrol-sur-Loire (siège) | 43137      | Monistroliens | 48,25            | 8 808 (2014)                      | 183                |
| Beauzac                     | 43025      | Beauzacois    | 36,33            | 2 854 (2014)                      | 79                 |
| La Chapelle-d'Aurec         | 43058      | Chapelous     | 11,79            | 963 (2014)                        | 82                 |
| Saint-Pal-de-Mons           | 43213      | San-Palous    | 27,11            | 2 244 (2014)                      | 83                 |
| Sainte-Sigolène             | 43224      | Sigolénois    | 30,64            | 5 952 (2014)                      | 194                |
| Les Villettes               | 43265      | Villettois    | 11,78            | 1 332 (2014)                      | 113                |

### Démographie
| 1968   | 1975   | 1982   | 1990   | 1999   | 2008   | 2013   |
| ------ | ------ | ------ | ------ | ------ | ------ | ------ |
| 11 962 | 12 729 | 14 325 | 15 911 | 18 169 | 21 195 | 22 031 |

## Administration

### Siège
Le siège de la communauté de communes est situé à Monistrol-sur-Loire.

### Les élus
Le conseil communautaire de la communauté de communes Les Marches du Velay se compose de 33 membres représentant chacune des communes membres et élus pour une durée de six ans.
Ils sont répartis comme suit :
| Nombre de délégués | Communes                           |
| ------------------ | ---------------------------------- |
| 3                  | La Chapelle-d'Aurec, Les Villettes |
| 4                  | Beauzac, Saint-Pal-de-Mons         |
| 8                  | Sainte-Sigolène                    |
| 11                 | Monistrol-sur-Loire                |

### Présidence
Le président de la communauté de communes est, depuis 2000, M. Louis Simonnet, maire des Villettes.